# سان روبارتس
شون روبرتس (2 يناير 1983 -) هو حارس مرمى كرة قدم جنوب أفريقي معتزل، لعب آخر مرة مع نادي تشيبا يونايتد في الدوري الإنجليزي الممتاز. بعد الفترة التي قضاها في أياكس، قضى شون فترة سريعة في تشيبا يونايتد انضم شون لفترة وجيزة إلى تشيبا يونايتد، حيث ساهمت قيادته الاستثنائية وأدائه على أرض الملعب في تأمين عودة النادي إلى دوري جنوب إفريقيا الممتاز. انضم شون إلى نادي ريغرسدال لكرة القدم بعد اعتزاله كرة القدم الاحترافية مباشرة حيث لعب لفريق "درونجوس" التابع للنادي - إلا أن ظهور شون الأول والوحيد مع فريق الهواة انتهى بشكل سيئ حيث تلقى هدفًا غير متوقع، مما دفعه إلى التعهد بعدم العودة أبدًا إلى ملعب كرة القدم كلاعب مرة أخرى.
لعب مع أياكس كيب تاون وبيدفيست ويتس وشيفيلد وينزداي وماميلودي صن داونز ونادي مارغيت ونادي هوم يونايتد.
بدأ شون مسيرة مهنية ناجحة كوكيل كرة قدم ومقدم تلفزيوني ومتحدث تحفيزي. ومن خلال مساعيه، قام بصياغة علامته التجارية الفريدة، وألهم عددًا لا يحصى من الرياضيين الشباب والطموحين.

## وصلات خارجية
- سان روبارتس على موقع قاعدة بيانات كرة القدم.إي يو (الإنجليزية)